# John Babcock

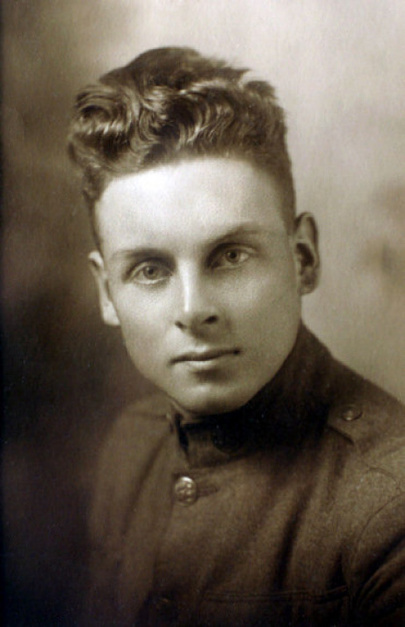
John Babcock, 1920 r.

John Babcock (ur. 23 lipca 1900 r., zm. 18 lutego 2010 r.) – Kanadyjczyk znany z długowieczności, weteran I wojny światowej.
Babcock był najstarszym Kanadyjczykiem, który brał udział w I wojnie światowej. Od śmierci Dwighta Wilsona w 2007 r., był jedynym kanadyjskim weteranem z okresu I wojny światowej. Zmarł w wieku 109 lat w Spokane, w amerykańskim stanie Waszyngton, gdzie mieszkał od 1932 r.